# Hoplunnis
Hoplunnis es un género de peces de la familia Nettastomatidae.

## Especies
- Hoplunnis diomediana Goode & T. H. Bean, 1896
- Hoplunnis macrura Ginsburg, 1951
- Hoplunnis megista D. G. Smith & Kanazawa, 1989
- Hoplunnis pacifica Lane & K. W. Stewart, 1968
- Hoplunnis punctata Regan, 1915
- Hoplunnis schmidti Kaup, 1860
- Hoplunnis sicarius (Garman, 1899)
- Hoplunnis similis D. G. Smith, 1989
- Hoplunnis tenuis Ginsburg, 1951